# Villa del Prado
Villa del Prado – miasto w Hiszpanii we wspólnocie autonomicznej Madryt, 60 km od Madrytu. Założone w 1833 r.
gospodarka miasta opiera się na hodowli zwierząt gospodarskich i sadownictwie. Znajdują się tu gaje oliwne i liczne winnice. Prawie 48% powierzchni gminy zajmują użytki rolne. W ostatnich czasach coraz bardziej rozwija się tu rolnictwo ekstensywne i ekologiczne, poprzez wprowadzanie nowoczesnej i wydajnej technologii produkcyjnej. 

## Atrakcje turystyczne
- Gotycki Kościół parafialny z XV/XVI wieku
- Freski z XV - XVIII wieku
- Trzy ołtarze barokowe w kościele parafialnym
- Miejski Park
- Ruiny średniowiecznego mostu Puente de Canto